# Monorierdő
Monorierdő is een plaats (község) en gemeente in het Hongaarse comitaat Pest. Monorierdő telt 3 323 inwoners (2001).